# 佐藤幹夫 (ラグビー選手)
佐藤幹夫（さとう みきお、1979年11月12日 - ）は、神奈川県出身の元ラグビー選手。現在ジャパンラグビーリーグワン花園近鉄ライナーズのスキルコーチ・アカデミーコーチを務めている。

## プロフィール
- ポジションはフォワード第三列のナンバーエイト(No.8)、フランカー(FL)。
- ニックネームは「ミキオ」。
- 身長 181 cm、体重 100 kg

## 経歴
横須賀ラグビースクールで小学2年からラグビーを始める。中学時代も同スクールでプレー、法政第二高校、法政大学を経て、2002年度より近鉄ライナーズに所属。日本A代表、関西代表。
2018年、近鉄ライナーズを退団した。